# Nick Schilder
Nicolaas Maria (Nick) Schilder (Volendam, 6 november 1983) is een Nederlands zanger en presentator. Hij vormde samen met Simon Keizer het muzikale duo Nick & Simon. In 2023 stopten ze als muzikaal duo, wel gaven ze aan door te gaan met hun samenwerking voor televisieprogramma's.

## Biografie

### Carrière
Schilder komt uit een muzikale familie in Volendam, die meer artiesten heeft voortgebracht, zoals zijn tante Anny Schilder. Op achtjarige leeftijd begon hij met gitaarspelen. Hij ontmoette Simon Keizer op school. Op zijn zeventiende begonnen ze samen te zingen en nummers te schrijven. Hun eerste nummer was 'Do you know what I mean'.
Hierna deed hij mee met Idols 2, waar hij elfde werd. Keizer werd al in de voorrondes uitgeschakeld. Na de uitzending werd hij gebeld door de platenmaatschappij waarbij het duo Nick & Simon nu een platencontract heeft. Samen met Keizer maakte hij hits zoals Rosanne, Kijk omhoog en Pak maar m'n hand, wat tevens de titelsong voor de film De scheepsjongens van Bontekoe (2008) was.
In 2007 toerden Schilder en Keizer samen met vrienden Jan Smit en de 3J's door Spanje. In 2008 deden ze dit ook, ditmaal met een boot langs de Costa Brava. De uitzendingen van Jan Smit, de zomer voorbij werden uitgezonden door de TROS.
In 2009 deed Schilder mee aan het TROS-programma De beste zangers van Nederland. In de zomer van 2009 deed hij weer mee aan een nieuw seizoen van De Zomer Voorbij.
Van augustus 2010 tot januari 2011 zat Schilder samen met Simon Keizer in de jury van het RTL 4-programma The voice of Holland. Ze waren coach van Pearl Jozefzoon die tweede werd.
Samen met Roel van Velzen schreef hij het nummer Morgen is pas morgen voor Frans Duijts. Deze single kwam in april 2011 op 1 binnen in de Nederlandse Single Top 100. In de zomer van 2011 deed hij weer mee aan een nieuw seizoen van De zomer voorbij. En in het seizoen 2011/12 was hij wederom coach bij het RTL 4-programma The voice of Holland samen met Simon Keizer. Hij had ook een eigen programma samen met Simon Keizer: Nick tegen Simon.
Sinds 2016 presenteert Schilder samen met Simon Keizer en Kees Tol het programma Talenten Zonder Centen dat wordt uitgezonden door SBS6. In 2017 presenteerde hij voor dezelfde zender het programma Keep It Cool. In 2020 vervingen Schilder en Keizer Jan Smit bij de presentatie van het programma Beste Zangers voor de AVROTROS, dat werd uitgezonden op NPO 1. Jan Smit was dat jaar ziek en kon het programma daardoor niet presenteren.
Schilder is sinds maart 2021 onderdeel van de gelegenheidsformatie The Streamers, die tijdens de coronapandemie gratis livestream-concerten gaven. Nadat de coronaregels in grote lijnen los werden gelaten, kondigde de formatie ook concerten met publiek aan.
In 2021 en 2022 presenteerde hij samen met Simon Keizer het zangprogramma Onmogelijke duetten. In november 2021 deed Schilder mee aan het televisieprogramma Het Jachtseizoen van StukTV op SBS6, waarin hij samen met Ellie Lust een duo vormde. Ze werden hierin gepakt na 2 uur en 18 minuten.
Op 1 januari 2022 werd in de finale van The Masked Singer bekend dat Nick verkleed zat in de kerstboom. Hij won deze kerst-special.
In april 2023 gaf hij met Simon Keizer een concertreeks in Rotterdam Ahoy waarmee hun muzikale samenwerking tot een einde kwam. Ze blijven nog wel samen televisie maken.
In 2023 verscheen ook Schilders eerste solosingle, getiteld Shatterproof.  Deze werd later dat jaar opgevolgd door de single Realize.
In 2023 was Schilder voor de tweede keer te zien in Beste Zangers. Hij verving dat jaar Mart Hoogkamer die oorspronkelijk mee zou doen, maar last minute moest afzeggen vanwege een burn-out.

### Privéleven
Bij de cafébrand in Volendam in de nieuwjaarsnacht van 2001 liep Schilder een longbeschadiging en een verbrande hand op, waardoor hij 23 dagen in een ziekenhuis werd opgenomen. Daarna kreeg hij van zijn artsen het advies om ademhalingsoefeningen te doen, dit mocht ook zangles zijn waar hij ook baat bij had.
Schilder is gehuwd en heeft twee dochters en een zoon. Schilder schaakt bij Schaakclub Volendam en heeft een KNSB-rating die schommelt rond de 2000.

## Foto's

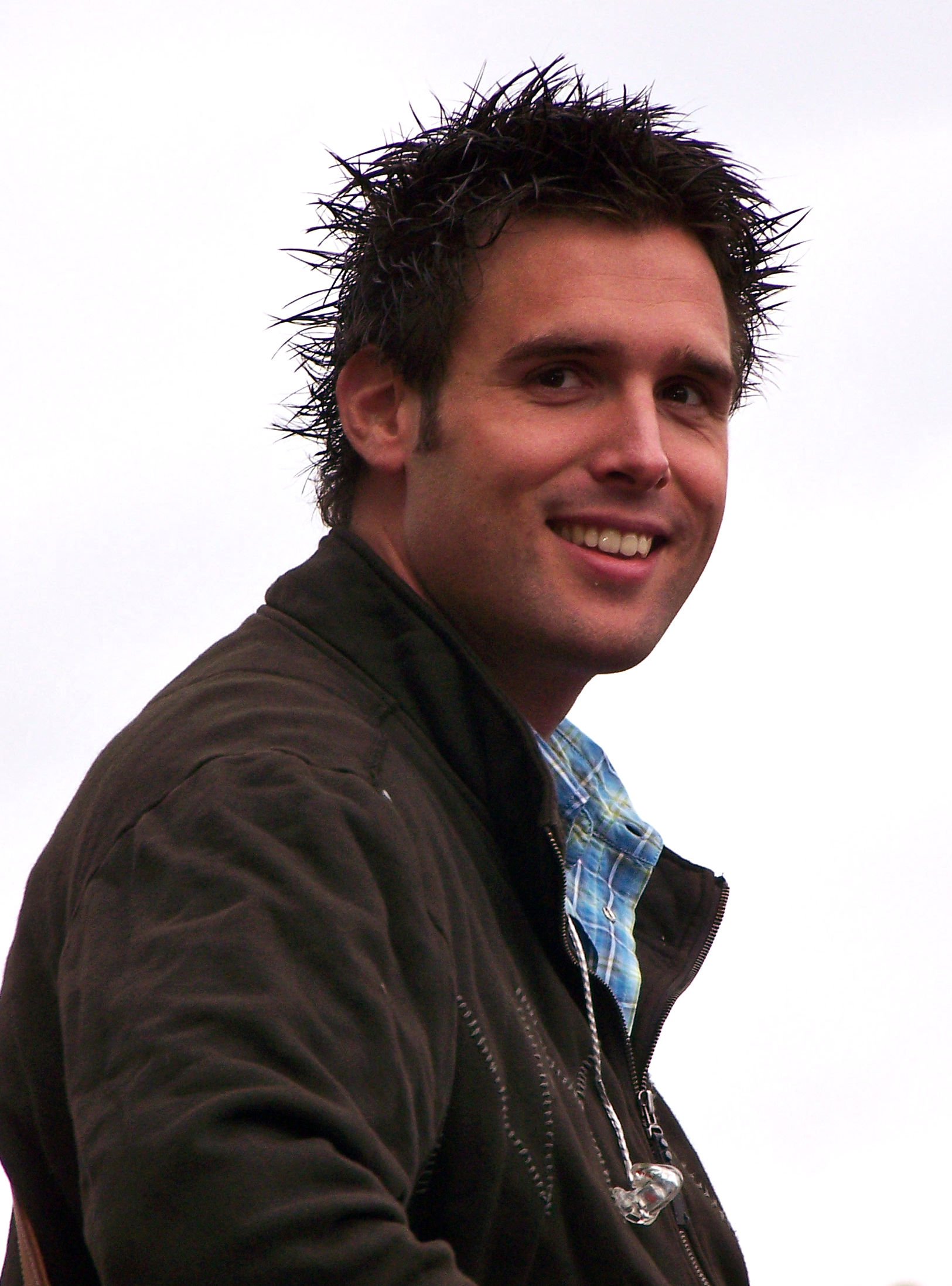
Schilder tijdens een optreden in Assen (2007)
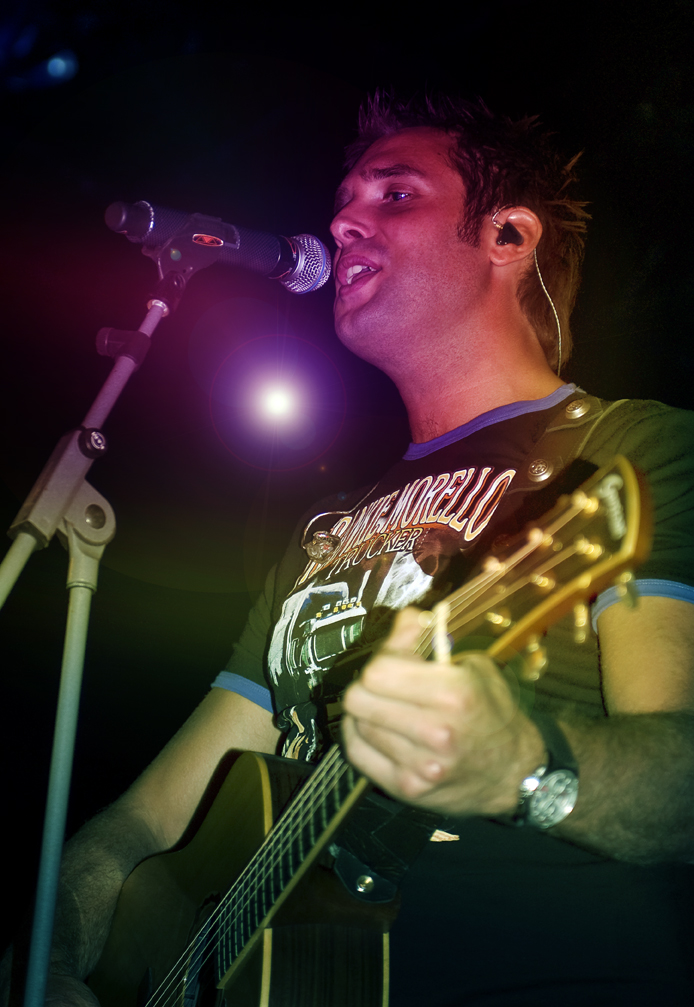
Schilder tijdens een optreden in Middelkoop (2010)

## Discografie
Schilder had vooral hits met Nick & Simon. Een uitzondering hierop was Sterker nu dan ooit samen met Thomas Acda. In 2023 bracht Schilder zijn eerste soloplaat uit.

### Singles
| Single met eventuele hitnotering(en) in de Nederlandse Top 40 | Datum van verschijnen | Datum van binnenkomst | Hoogste positie | Aantal weken | Opmerkingen                                       |
| ------------------------------------------------------------- | --------------------- | --------------------- | --------------- | ------------ | ------------------------------------------------- |
| Sterker nu dan ooit                                           | 23-08-2011            | 03-09-2011            | 7               | 11           | als Nick & Thomas / Nr. 1 in de Single Top 100    |
| Vivo per lei                                                  | 2013                  | -                     |                 |              | met Pearl Jozefzoon / Nr. 94 in de Single Top 100 |
| Shatterproof                                                  | 26-05-2023            | 12-08-2023            | 31              | 12           |                                                   |
| Realize                                                       | 06-10-2023            | 20-01-2024            | 35              | 4            |                                                   |

### NPO Radio 2 Top 2000
Van Nick Schilder stond alleen Sterker nu dan ooit (met Thomas Acda) in 2012 in de NPO Radio 2 Top 2000, op plek 1547.